# ヨーゼフ・ファールバッハ
ヨーゼフ・ファールバッハ（Joseph Fahrbach、1804年8月25日 ‐ 1883年6月6日）は、オーストリアの作曲家・フルート奏者。

## 経歴
アントン・ファールバッハ、フリードリヒ・ファールバッハ、フィリップ・ファールバッハ1世の兄で、フィリップ・ファールバッハ2世の叔父にあたる。
兄弟は1841年から1848年まで軍楽長を務め、その後ゾフィー大公妃の宰相を務めた。
1857年から1867年まで宮廷オーケストラと宮廷オペラ劇場でフルートとギターの名手として活躍した。あるときは自分で音楽学校を経営していたこともあった。
彼はフルート協奏曲やオペラ幻想曲を多く書いた。
マッツラインスドルフ・プロテスタント墓地に埋葬された。墓はすでに解体されている。

## 著作
彼は軍楽や木管楽器や金管楽器に関する著作を出版した。
- 『最新のウィーンのフルート学校』（1835年）
- 『最新のウィーンのファゴット学校』（1841年）
- 『最新のウィーンのクラリネット学校』（1841年）
- 『オーストリア音楽軍事組織』（1846年）